# 8098 Miyamotoatsushi
8098 Miyamotoatsushi este un asteroid din centura principală de asteroizi.

## Descriere
8098 Miyamotoatsushi este un asteroid din centura principală de asteroizi. A fost descoperit pe 19 septembrie 1993 la Kitami de Kin Endate și Kazuro Watanabe. Asteroidul prezintă o orbită caracterizată de o semiaxă mare de 2,44 ua, o excentricitate de 0,20 și o înclinație de 3,3° în raport cu ecliptica.